# Orchidée jacinthe
Bletilla striata
Espèce
Statut CITES
L'Orchidée jacinthe (Bletilla striata) est une espèce de plantes à fleurs du genre Bletilla et de la famille des Orchidacées (les orchidées). C'est une plante herbacée terrestre avec un rhizome (géophyte).
On la rencontre à l'état naturel au Japon, en Chine et au Tibet.

## Culture
Au jardin, on peut quasiment la considérer comme une plante d'extérieur sous le climat de la France, mais il est tout de même recommandé de la protéger des très grands froids.Il s'agit de l'une des rares orchidées terrestres faciles à transplanter dans des sols très variés. En effet, contrairement à la plupart des autres espèces, elle ne semble pas vivre en symbiose avec des champignons[source insuffisante].
Il est conseillé de placer les pseudobulbes en pot (jardinière) en les espaçant bien d'au moins 20 cm. Remplir la jardinière de terreau, recouvrir à peine les bulbes de très peu de terre et garder frais mais pas détrempé.

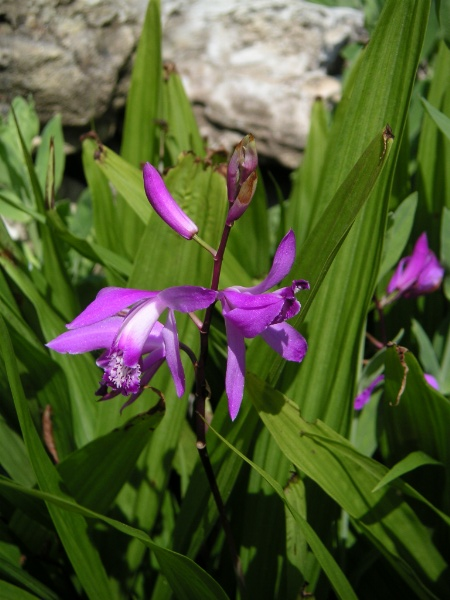
Bletilla striata.
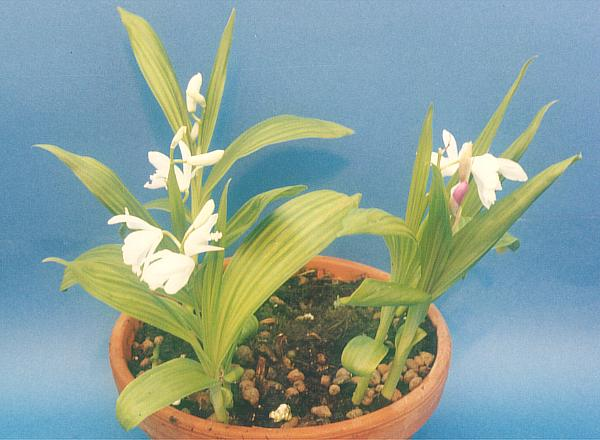
Bletilla striata var. alba.
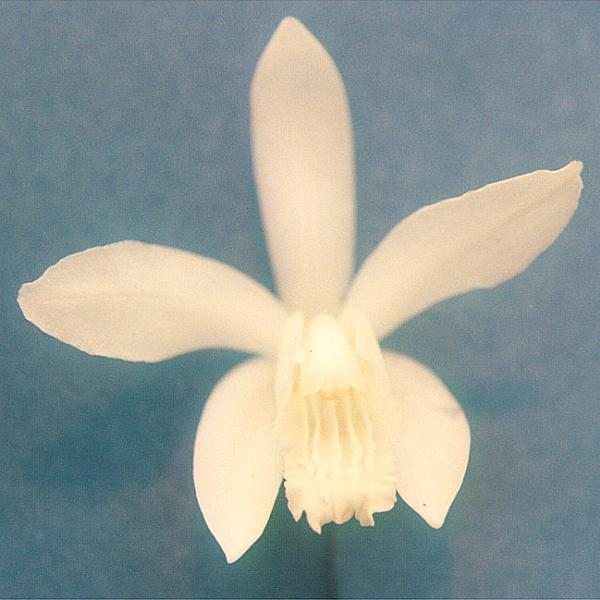
Bletilla striata var. alba.

## Systématique
Le nom correct complet (avec auteur) de ce taxon est Bletilla striata (Thunb.) Rchb.f..
L'espèce a été initialement classée dans le genre Limodorum sous le basionyme Limodorum striatum Thunb..
Ce taxon porte en français les noms vernaculaires ou normalisés suivant : Orchidée jacinthe ou Baiji.

### Synonymes
Bletilla striata a pour synonymes :
- Bletia gebina Lindl.
- Bletia hyacinthina var. gebina (Lindl.) Blume
- Bletia hyacinthina var. liukiuensis S.Sakag.
- Bletia hyacinthina (Sm.) Aiton
- Bletia striata (Thunb.) Druce
- Bletilla elegantula (Kraenzl.) Garay & G.A.Romero
- Bletilla gebina (Lindl.) Rchb.f.
- Bletilla hyacinthina (Sm.) Rchb.f.
- Bletilla striata f. gebina (Lindl.) Ohwi
- Bletilla striata var. albomarginata Makino
- Bletilla striata var. gebina (Lindl.) Rchb.f.
- Calanthe gebina (Lindl.) Lindl.
- Coelogyne elegantula Kraenzl.
- Cymbidium hyacinthinum Sm.
- Cymbidium striatum (Thunb.) Sw.
- Epidendrum striatum (Thunb.) Thunb.
- Gyas humilis Salisb.
- Jimensia nervosa Raf.
- Jimensia striata (Thunb.) Garay & R.E.Schult.
- Limodorum hyacinthinum (Sm.) Donn
- Limodorum striatum Thunb.
- Polytoma inodora Lour.
- Polytoma inodora Lour. ex B.A.Gomes
- Sobralia bletioides Brongn.
- Sobralia bletioides Brongn. ex Decne.

## Usage
- La sève de ces orchidées est utilisée pour fabriquer les émaux cloisonnés en Extrême-Orient car elle ne fait pas de cendres lorsqu'elle se consume[3],[4].